# Yangpyeong-Stadion
Das Yongmun Sports Park Fußball-Stadion (kor. 용문생활체육공원 축구장, ehemals Yangpyeong-Stadion) ist ein Fußballstadion mit Leichtathletikanlage in der südkoreanischen Stadt Yangpyeong, Provinz Gyeonggi-do. Die Anlage wurde 2009 eröffnet. Der südkoreanische Viertligist Yangpyeong FC nutzte die Anlage von 2015 bis Ende 2021 als Heimspielstätte. Nach der Fertigstellung des Mulmalgeun-Yangpyeong-Stadion zog der Verein in die neue Spielstätte um.